# Yves d’Alègre
Yves Alègre, markiz d’Alègre (ur. 1653, zm. 3 marca 1733) – markiz Tourzel, pan Montaigu, Saint-Flour-le-Châtel, Aurouze i Aubusson, hrabia Flageac, francuski wojskowy i dyplomata. Od 1724 marszałek Francji.
Pochodził ze starego rodu Alègre, z którego wywodzili się niegdyś książęta Owerniaccy. Brał udział w wielu wojnach Ludwika XIV i wyróżnił się w bitwie pod Walcourt w 1689. W 1705 dostał się do niewoli. W 1718 został wysłany do Londynu jako ambassadeur extraordinaire. W 1728 odznaczony Orderem Ducha Świętego.
29 sierpnia 1679 ożenił się z Joanną (1658–1723), córką Jana de Garaud, pana Doneville. Miał z nią pięcioro dzieci:
- Yves’a Emmanuela (?–1705), hrabiego Alègre i Millau,
- Marię Teresę (?–1706), od 1696 żonę Ludwika Franciszka Le Tellier, markiza Barbezieux (syna markiza Louvois),
- Marię Małgorzatę, od 1705 żonę Filipa de Recourt, hrabiego Rupelmonde,
- Marię Emmanuellę, od 1713 żonę Jana Baptysty Desmarets, markiza Maillebois, marszałka Francji,
- Małgorzatę Teresę.

21 sierpnia 1724 ożenił się ponownie, z Madeleine Ancezune.